# Giải vô địch bóng đá nữ Đông Nam Á 2007
Giải vô địch bóng đá nữ Đông Nam Á 2007 (AFF Women's Championship 2007) là giải đấu giữa các đội tuyển bóng đá nữ các quốc gia Đông Nam Á do Liên đoàn bóng đá Đông Nam Á tổ chức tại Yangon, Myanmar từ ngày 6 đến ngày 15 tháng 9 năm 2007. Tất cả các trận diễn ra ở Trung tâm đào tạo vận động viên trẻ và Sân vận động Aung San.

## Vòng bảng
Tám đội tuyển được chia thành hai bảng đấu vòng tròn 1 lượt chọn 2 đội xếp đầu vào bán kết.
|  | Đội bóng đi tiếp vào vòng trong |

### Bảng A
| Đội         | Tr | T | H | B | BT | BB | HS  | Đ |
| ----------- | -- | - | - | - | -- | -- | --- | - |
| Việt Nam    | 3  | 3 | 0 | 0 | 26 | 0  | +26 | 9 |
| Malaysia    | 3  | 2 | 0 | 1 | 4  | 10 | −6  | 6 |
| Indonesia   | 3  | 1 | 0 | 2 | 3  | 12 | −9  | 3 |
| Philippines | 3  | 0 | 0 | 3 | 3  | 14 | −11 | 0 |

|  | v        |  |
|  | -------- |  |
|  | chi tiết |  |

|  | v        |  |
|  | -------- |  |
|  | chi tiết |  |

|  | v        |  |
|  | -------- |  |
|  | chi tiết |  |

|  | v        |  |
|  | -------- |  |
|  | chi tiết |  |

|  | v        |  |
|  | -------- |  |
|  | chi tiết |  |

|  | v        |  |
|  | -------- |  |
|  | chi tiết |  |

### Bảng B
| Đội       | Tr | T | H | B | BT | BB | HS  | Đ |
| --------- | -- | - | - | - | -- | -- | --- | - |
| Myanmar   | 3  | 3 | 0 | 0 | 11 | 0  | +11 | 9 |
| Thái Lan  | 3  | 2 | 0 | 1 | 21 | 2  | +19 | 6 |
| Lào       | 3  | 1 | 0 | 2 | 4  | 21 | −17 | 3 |
| Singapore | 3  | 0 | 0 | 3 | 1  | 14 | −13 | 0 |

|  | v        |  |
|  | -------- |  |
|  | chi tiết |  |

|  | v        |  |
|  | -------- |  |
|  | chi tiết |  |

|  | v        |  |
|  | -------- |  |
|  | chi tiết |  |

|  | v        |  |
|  | -------- |  |
|  | chi tiết |  |

|  | v        |  |
|  | -------- |  |
|  | chi tiết |  |

|  | v        |  |
|  | -------- |  |
|  | chi tiết |  |

## Vòng đấu loại trực tiếp
|  | Bán kết  | Bán kết       |               |      | Chung kết | Chung kết |
|  |          |               |               |      |           |           |
|  | 13 tháng |               |               |      |           |           |
|  |          |               |               |      |           |           |
|  | Việt Nam | 0             |               |      |           |           |
|  | Việt Nam | 0             | 15 tháng      |      |           |           |
|  | Thái Lan | 3             |               |      |           |           |
|  | Thái Lan | 3             | Thái Lan      | 1(1) |           |           |
|  | 13 tháng |               | Thái Lan      | 1(1) |           |           |
|  |          | Myanmar (pen) | 1(4)          |      |           |           |
|  | Myanmar  | Myanmar (pen) | 1(4)          | 5    |           |           |
|  | Myanmar  |               |               | 5    |           |           |
|  | Malaysia | 0             |               |      |           |           |
|  | Malaysia | 0             | Tranh hạng ba |      |           |           |
|  |          |               |               |      |           |           |
|  | 15 tháng |               |               |      |           |           |
|  |          |               |               |      |           |           |
|  | Việt Nam | 6             |               |      |           |           |
|  | Việt Nam | 6             |               |      |           |           |
|  | Malaysia | 0             |               |      |           |           |

### Bán kết
|  | v        |  |
|  | -------- |  |
|  | chi tiết |  |

|  | v        |  |
|  | -------- |  |
|  | chi tiết |  |

### Tranh hạng ba
|  | v        |  |
|  | -------- |  |
|  | chi tiết |  |

### Chung kết
|                   | v (s.h.p.) |  |
| ----------------- | ---------- |  |
|                   | chi tiết   |  |
| Loạt sút luân lưu |            |  |
|                   | 1–4        |  |

## Đội vô địch
| Vô địch giải bóng đá nữ Đông Nam Á 2007 |
| --------------------------------------- |
| · Myanmar · Lần thứ hai                 |

## Vua phá lưới
- Đỗ Thị Ngọc Châm (9 bàn)